# Inducción electromagnética

Por el solenoide de la izquierda circula una corriente eléctrica alterna que produce un campo magnético cambiante. Este campo provoca, por inducción electromagnética, una corriente eléctrica en el bucle de alambre de la derecha.

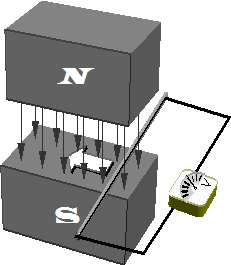
Esquema del principio de la inducción electromagnética

La inducción electromagnética es el fenómeno que origina la producción de una fuerza electromotriz (f.e.m. o tensión) en un medio o cuerpo expuesto a un campo magnético variable, bien en un medio móvil respecto a un campo magnético estático no uniforme, o la variación de las líneas de campo que atraviesan dicha superficie mediante un giro. La inducción se produce cuando la energía de un campo electromagnético es transferida a un cuerpo expuesto dentro de su radio. Cuando dicho cuerpo es un conductor y es parte de un circuito cerrado, se produce una corriente inducida. Este fenómeno fue descubierto por Michael Faraday en 1831, quien lo expresó indicando que la magnitud de la tensión inducida es proporcional a la variación del flujo magnético (ley de Faraday).
Por otra parte, Heinrich Lenz comprobó que la corriente debida a la f.e.m. inducida se opone al cambio de flujo magnético, de forma tal que la corriente tiende a mantener el flujo. Esto es válido tanto para el caso en que la intensidad del flujo varíe, o que el cuerpo conductor se mueva respecto del flujo de la corriente.

## Historia

Un diagrama del aparato de anillo de hierro de Faraday. El cambio en el flujo magnético de la bobina izquierda induce una corriente en la bobina derecha.

La inducción electromagnética fue descubierta por Michael Faraday, publicada en 1831. Fue descubierto de forma independiente por Joseph Henry en 1832.

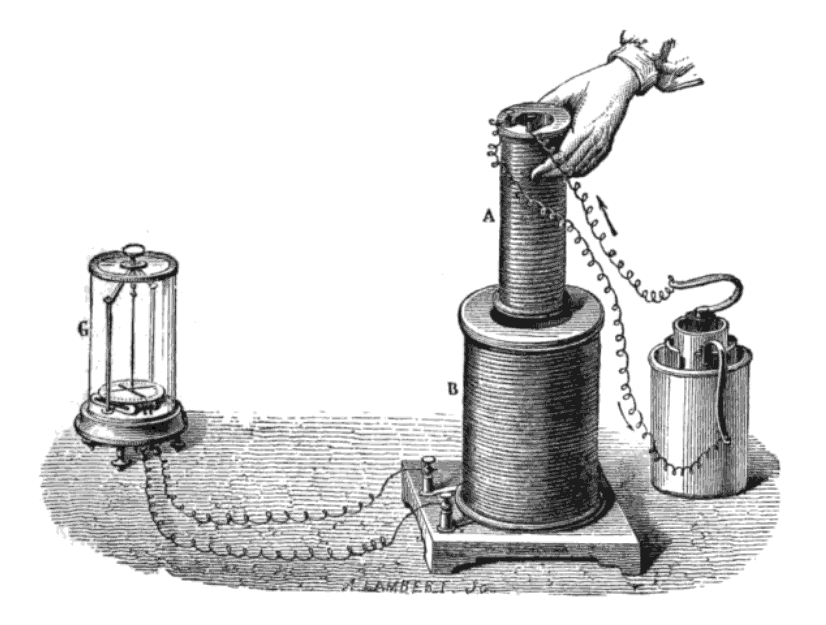
Experimento de Faraday que muestra la inducción entre bobinas de alambre: La pila líquida (derecha) proporciona una corriente que fluye a través de la pequeña bobina (A), creando un campo magnético. Cuando las bobinas están inmóviles, no se induce ninguna corriente. Pero cuando la bobina pequeña se mueve dentro o fuera de la bobina grande (B), el flujo magnético a través de la bobina grande cambia, induciendo una corriente que es detectada por el galvanómetro (G).

En la primera demostración experimental de Faraday (29 de agosto de 1831), envolvió dos cables alrededor de los lados opuestos de un anillo de hierro o "toro" (una disposición similar a un moderno transformador toroidal).[cita requerida] Basándose en su comprensión de los electroimanes, esperaba que, cuando la corriente comenzara a fluir en un cable, una especie de onda viajaría a través del anillo y causaría algún efecto eléctrico en el lado opuesto. Conectó un cable a un galvanómetro, y lo observó mientras conectaba el otro cable a una batería. Vio una corriente transitoria, a la que llamó "onda de electricidad", cuando conectó el cable a la batería y otra cuando la desconectó. Esta inducción se debía al cambio en el flujo magnético que se producía cuando se conectaba y desconectaba la batería. En dos meses, Faraday encontró varias otras manifestaciones de la inducción electromagnética. Por ejemplo, observó corrientes transitorias cuando deslizó rápidamente una barra magnética dentro y fuera de una bobina de cables, y generó una corriente constante (DC) haciendo girar un disco de cobre cerca de la barra magnética con un cable eléctrico deslizante ("disco de Faraday").
Faraday explicó la inducción electromagnética mediante un concepto que denominó líneas de fuerza. Sin embargo, los científicos de la época rechazaron ampliamente sus ideas teóricas, principalmente porque no estaban formuladas matemáticamente. Una excepción fue James Clerk Maxwell, que utilizó las ideas de Faraday como base de su teoría electromagnética cuantitativa. En el modelo de Maxwell, el aspecto de la inducción electromagnética que varía en el tiempo se expresa como una ecuación diferencial, a la que Oliver Heaviside se refería como la ley de Faraday, aunque es ligeramente diferente de la formulación original de Faraday y no describe el CEM móvil. La versión de Heaviside (véase Ecuación de Maxwell-Faraday más adelante) es la forma reconocida hoy en día en el grupo de ecuaciones conocidas como ecuaciones de Maxwell.
En 1834 Heinrich Lenz formuló la ley que lleva su nombre para describir el "flujo a través del circuito". La ley de Lenz da la dirección de la FEM inducida y de la corriente resultante de la inducción electromagnética.

## Teoría

### Ley de inducción de Faraday y ley de Lenz
.

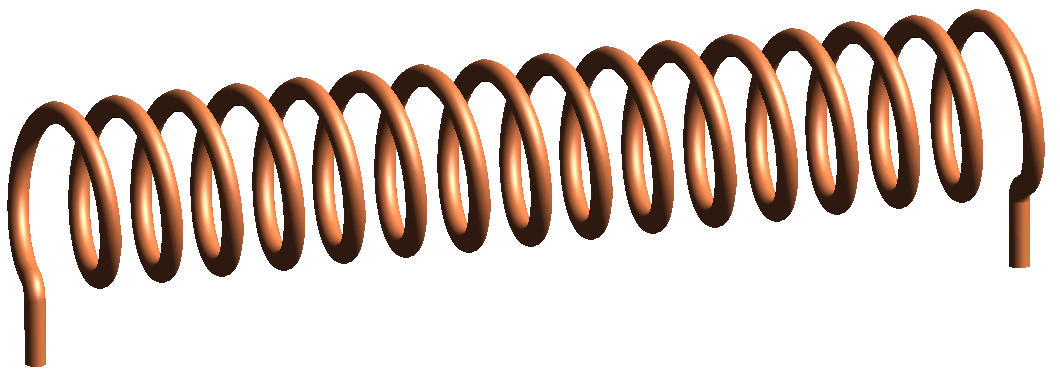
Un solenoide

La sección transversal longitudinal de un solenoide con una corriente eléctrica constante que lo atraviesa. Las líneas de campo magnético están indicadas, con su dirección mostrada por las flechas. El flujo magnético corresponde a la "densidad de líneas de campo". El flujo magnético es, por tanto, más denso en el centro del solenoide y más débil fuera de él

La ley de inducción de Faraday utiliza el flujo magnético ΦB a través de una región espacial abarcada por una espira de alambre. El flujo magnético se define mediante una integral de superficie:
{\displaystyle \Phi _{\mathrm {B} }=\int \limits _{\Sigma }\mathbf {B} \cdot d\mathbf {A} \ ,}
donde dA es un elemento de la superficie Σ abarcada por la espira de alambre, B es el campo magnético. El producto escalar B·dA corresponde a una cantidad infinitésima de campo magnético. En forma visual, el flujo magnético a través de la espira de alambre es proporcional al número de líneas de campo magnético que pasan a través de la espira.
Cuando el flujo a través de la superficie cambia, la ley de inducción de Faraday establece que la espira de alambre desarrolla una fuerza electromotriz (FEM). (La FEM es el voltaje que sería medido si se cortara el alambre para crear un circuito abierto, y se conectara un voltímetro en sus extremos. En forma matemática, {\displaystyle {\mathcal {E}}} es definida como la energía disponible por una carga unitaria que ha recorrido una vez la espira de alambre.) La versión más difundida de esta ley establece que la fuerza electromotriz inducida en todo circuito cerrado es igual a la derivada en el tiempo del flujo magnético abarcado por el circuito:
{\displaystyle {\mathcal {E}}=-{{d\Phi _{\mathrm {B} }} \over dt}\ },
donde {\displaystyle {\mathcal {E}}} es la fuerza electromotriz FEM y ΦB es el flujo magnético. Esta dirección de la fuerza electromotriz queda definida por la ley de Lenz que establece que una corriente inducida  circulará en la dirección que se opone al cambio que la produce. Ello se debe al signo negativo en la ecuación previa. Para aumentar la FEM generada, una estrategia utilizada es utilizar un enrollamiento compacto de alambre, conformado por N espiras idénticas, cada una de ellas atravesada por el mismo flujo magnético. La FEM resultante resulta ser entonces N veces la de una sola espira.
{\displaystyle {\mathcal {E}}=-N{{d\Phi _{\mathrm {B} }} \over dt}}
La generación de una FEM mediante una variación del flujo magnético a través de la superficie de una espira de alambre puede lograrse de varias maneras:
1. el campo magnético B cambia (por ejemplo, un campo magnético alterno, o moviendo un bucle de alambre hacia una barra magnética donde el campo B es más fuerte),
2. el bucle de alambre se deforma y la superficie Σ cambia,
3. la orientación de la superficie dA cambia (por ejemplo, haciendo girar una espira de alambre hacia un campo magnético fijo),
4. cualquier combinación de las anteriores

### Ecuación de Maxwell-Faraday
En general, la relación entre la FEM {\displaystyle {\mathcal {E}}} en una espira de alambre que rodea una superficie Σ, y el campo eléctrico E en el alambre viene dada por
{\displaystyle {\mathcal {E}}=\oint _{\partial \Sigma }\mathbf {E} \cdot d{\boldsymbol {\ell }}}
donde dℓ es un elemento de contorno de la superficie Σ, combinando esto con la definición de flujo
{\displaystyle \Phi _{\mathrm {B} }=\int \limits _{\Sigma }\mathbf {B} \cdot d\mathbf {A} \ ,}
se puede escribir la forma integral de la ecuación de Maxwell–Faraday
{\displaystyle \oint _{\partial \Sigma }\mathbf {E} \cdot d{\boldsymbol {\ell }}=-{\frac {d}{dt}}{\int _{\Sigma }\mathbf {B} \cdot d\mathbf {A} }}
Es una de las cuatro ecuaciones de Maxwell, y por tanto juega un papel fundamental en la teoría del electromagnetismo clásico.

### Ley de Faraday y relatividad
La ley de Faraday describe dos fenómenos diferentes: el FEM de movimiento generado por una fuerza magnética sobre un cable en movimiento (véase Fuerza de Lorentz), y el FEM de transformación que se genera por una fuerza eléctrica debida a un campo magnético cambiante (debido a la forma diferencial de la #Ecuación de Maxwell-Faraday). James Clerk Maxwell llamó la atención sobre los fenómenos físicos separados en 1861. Se cree que este es un ejemplo único en física en el que se invoca una ley tan fundamental para explicar dos fenómenos tan diferentes.
Albert Einstein se dio cuenta de que las dos situaciones correspondían a un movimiento relativo entre un conductor y un imán, y el resultado no se veía afectado por el que se movía. Esta fue una de las principales vías que lo condujeron a desarrollar la teoría especial de la relatividad.

## Conceptos
- Carga por inducción
- Ecuaciones de Maxwell
- Electromagnetismo
- Inducción magnética
- Leyes de Faraday
- Recarga inalámbrica
- Ley de Ohm

## Animaciones y simulaciones
- Inducción electromagnética, Animaciones (en)

- Datos: Q988780
- Multimedia: Electromagnetic induction / Q988780